# Cao Tường (sinh năm 1963)
Cao Tường (tiếng Trung giản thể: 高翔, bính âm Hán ngữ: Gāo Xiáng, sinh tháng 10 năm 1963, người Hán) là nhà sử học, chính trị gia nước Cộng hòa Nhân dân Trung Hoa. Ông là Ủy viên Ủy ban Trung ương Đảng Cộng sản Trung Quốc khóa XX, hiện là Bí thư Đảng tổ, Viện trưởng Viện Khoa học xã hội Trung Quốc kiêm Bí thư Đảng ủy, Viện trưởng Viện nghiên cứu Lịch sử Trung Quốc, và Phó Tổ trưởng thường vụ Tiểu tổ lãnh đạo Địa chí Trung Quốc. Ông từng giữ cấp phó của Viện Khoa học xã hội; Phó Chủ nhiệm Văn phòng Ủy ban Tin tức hóa và An toàn mạng Trung ương, Phó Chủ nhiệm Văn phòng Tin tức Internet Quốc gia; Thường vụ Tỉnh ủy, Bộ trưởng Bộ Tuyên truyền Tỉnh ủy Phúc Kiến; Thành viên Đảng tổ, Tổng thư ký Viện Khoa học xã hội.
Cao Tường là đảng viên Đảng Cộng sản Trung Quốc, học hàm, học vị là Giáo sư, Nghiên cứu viên, Tiến sĩ Sử học. Ông có sự nghiệp thời gian lớn trong viện nghiên cứu lịch sử Trung Quốc.

## Xuất thân và giáo dục
Cao Tường sinh tháng 10 năm 1963 tại huyện Diêm Đình thuộc địa cấp thị Miên Dương, nguyên quán tại huyện Nam Bộ thuộc địa cấp thị Nam Sung, đều thuộc tỉnh Tứ Xuyên, Cộng hòa Nhân dân Trung Hoa. Ông lớn lên và tốt nghiệp phổ thông ở Diêm Đình, thi đỗ Đại học Nhân dân Trung Quốc rồi tới thủ đô Bắc Kinh nhập học vào tháng 9 năm 1981, tốt nghiệp Cử nhân Lịch sử vào tháng 7 năm 1985. Sau đó, ông tiếp tục trúng tuyển cao học tại trường, học cao học và nhận bằng Thạc sĩ Lịch sử năm 1988. Tháng 9 năm 1990, ông là nghiên cứu sinh chủ đề Lịch sử Trung Quốc cổ đại tại Khoa Lịch sử Nhà Thanh ở Trường Nhân dân, trở thành Tiến sĩ Lịch sử vào tháng 6 năm 1993. Cao Tường được kết nạp Đảng Cộng sản Trung Quốc vào tháng 10 năm 1993, từng theo học khóa bồi dưỡng cán bộ trung, thanh niên nhất ban giai đoạn tháng 3–7 năm 2012; khóa tiến tu cấp tỉnh, bộ từ tháng 11 năm 2014 đến tháng 1 năm 2015, đều tại Trường Đảng Trung ương Đảng Cộng sản Trung Quốc.

## Sự nghiệp

### Các giai đoạn
Tháng 7 năm 1988, sau khi nhận bằng Thạc sĩ Lịch sử, Cao Tường bắt đầu sự nghiệp khi được Đại học Nhân dân giữ lại trường làm trợ giảng Khoa Lịch sử Nhà Thanh, và sau đó là giảng viên từ 1990. Ông là Phó Chủ nhiệm Phòng nghiên cứu và giảng dạy thứ hai về thời kỳ đầu lịch sử Nhà Thanh từ tháng 3 năm 1994 cho đến cuối năm 1996, với 8 năm giảng dạy ở Trường Nhân dân với chức danh phó giáo sư. Tháng 11 năm 1996, ông được điều chuyển tới Viện Khoa học xã hội Trung Quốc, bổ nhiệm làm phó nghiên cứu viên của Sở nghiên cứu Lịch sử, rồi giữ chức Chủ nhiệm Phòng nghiên cứu Lịch sử Minh Thanh của Sở từ tháng 3 năm 1999. Tháng 7 năm 2002, ông được chuyển sang lĩnh vực nghiệp vụ nhà nước, là Trưởng phòng Thư ký của Đảng ủy Cơ quan trực thuộc Viện, thăng chức Phó Bí thư Đảng ủy cấp phó cục từ tháng 8 cùng năm.
Tháng 7 năm 2006, Cao Tường được bổ nhiệm làm Tổng Biên tập Tạp chí Khoa học xã hội Trung Quốc (中国社会科学杂志社) và giữ chức vụ này ở cương vụ chính hoặc kiêm nhiệm trong gần 10 năm đến 2016. Tháng 7 năm 2012, ông giữ chức Phó Tổng thư ký Viện Khoa học xã hội rồi Thành viên Đảng tổ Viện, Tổng thư ký Viện, nhận đãi ngộ cấp phó bộ trưởng khối cơ quan trung ương và quốc gia. Ở khối xã hội, ông là Nghiên cứu viên cấp Giáo sư ngành Lịch sử, giữ vị trí Hội trưởng Hội Địa chí Trung Quốc, Phó Chủ tịch Hội Sử học Trung Quốc.

### Cấp cao
Năm 2016, Cao Tường bắt đầu giai đoạn chuyển chức tham gia lãnh đạo địa phương. Ông được điều chuyển tới tỉnh Phúc Kiến vào tháng 3, vào Ban Thường vụ Tỉnh ủy Phúc Kiến, nhậm chức Bộ trưởng Bộ Tuyên truyền Tỉnh ủy kiêm Chủ tịch Hội Liên hiệp Khoa học xã hội tỉnh. Đến tháng 12 năm 2017, ông được điều về trung ương, được bổ nhiệm làm Phó Chủ nhiệm Văn phòng Ủy ban Tin tức hóa và An toàn mạng Trung ương, Phó Chủ nhiệm Văn phòng Tin tức Internet Quốc gia. Gần 1 năm sau, ông được điều trở lại Viện Khoa học xã hội, nhậm chức Thành viên Đảng tổ, Phó Viện trưởng, sau đó kiêm nhiệm là Bí thư Đảng ủy, Viện trưởng Viện nghiên cứu Lịch sử Trung Quốc – cơ quan được điều chỉnh từ Sở nghiên cứu Lịch sử của Viện, trực thuộc Viện – từ tháng 1 năm 2019, ngay khi được thành lập. Tháng 3 năm 2021, Cao Tường tiếp tục giữ các chức vụ cũ, được phân công thêm là Phó Bí thư Đảng tổ Viện, Phó Viện trưởng thường vụ kiêm Phó Tổ trưởng thường vụ Tiểu tổ lãnh đạo Địa chí Trung Quốc, được thăng cấp công vụ là cấp bộ trưởng từ tháng 4 cùng năm. Cuối năm 2022, ông tham gia Đại hội Đảng Cộng sản Trung Quốc lần thứ XX từ đoàn đại biểu khối cơ quan trung ương Đảng và Nhà nước. Trong quá trình bầu cử tại đại hội, ông được bầu là Ủy viên Ủy ban Trung ương Đảng Cộng sản Trung Quốc khóa XX. Ngày 28 tháng 12, Cao Tường được bổ nhiệm làm Bí thư Đảng tổ, Viện trưởng Viện Khoa học xã hội, kế nhiệm Ủy viên Bộ Chính trị Thạch Thái Phong.

## Công trình
Trong sự nghiệp của mình, Cao Tường đã xuất bản sách, các bài báo trên tạp chí khoa học, trong đó có các công trình nổi tiếng như:
- Cao Tường (1995). 清史研究丛书-康雍乾三帝统治思想研究. Bắc Kinh: Nhà xuất bản Đại học Nhân dân. ISBN 978-7-30002-071-6.
- Cao Tường (2000). 近代的初曙——18世纪中国观念变迁与社会发展. Bắc Kinh: Nhà xuất bản Văn hiến khoa học xã hội. ISBN 978-7-80149-379-8.
- Cao Tường (1994). 在历史的深处. Bắc Kinh: Nhà xuất bản Khoa học xã hội. ISBN 9-787-50049-854-4.